# نجد القرادد (العدين)

تعديل مصدري - تعديل

نجد القرادد محلة تابعة لقرية اجحم، التابعة لعزلة بني عوض بمديرية العدين إحدى مديريات محافظة إب في الجمهورية اليمنية، بلغ تعداد سكانها 308 حسب تعداد اليمن لعام 2004.